# Alexandria (Nebraska)
Alexandria – wieś w Stanach Zjednoczonych, w stanie Nebraska, w hrabstwie Thayer.